# شونکون تانی
شونکون تانی (ژاپنی: 谷 俊勲؛ زادهٔ ۱۱ اوت ۱۹۹۳) یک بازیکن فوتبال اهل ژاپن است.
از باشگاه‌هایی که در آن بازی کرده‌است می‌توان به باشگاه ورزشی یوکوهاما اشاره کرد.